# Єнукідзе Авель Сафронович
Авель Сафронович Єнукідзе (груз. აბელ ენუქიძე [Абель Енукідзе] IPA: [ɑbɛl ɛnukʰid͜zɛ]; псевдоніми: Абдул, «Золота рибка»; 7 (19) травня 1877, село Цхадісі, Рачинський повіт, Кутаїська губернія, Російська імперія — 30 жовтня 1937, Москва, РРФСР) — російський революційний, радянський державний і політичний діяч, секретар ВЦВК та секретар Президії ЦВК СРСР. Член Центральної контрольної комісії ВКП(б) у 1924—1934 роках. Член ЦК ВКП(б) з 10 лютого 1934 по 7 червня 1935 року.

## Життєпис
Народився в селянській родині. З 1889 по 1892 рік навчався в трикласному повітовому училищі в місті Оні Рачинського повіту Кутаїської губернії. У 1893—1897 роках — учень Тифліського технічного училища в Тифлісі (Тбілісі).
З літа 1897 по вересень 1898 року — робітник головних майстерень Закавказьких залізниць в Тифлісі.
Член РСДРП(б) з 1898 року.
З вересня 1898 до весни 1901 року — помічник паровозного машиніста депо Баку.
З 1901 року працював у більшовицькому підпіллі, у 1901—1906 роках разом із Ладо Кецховелі був організатором підпільної друкарні «Ніна» в Баку.
У квітні 1902 року заарештований, незабаром відпущений. Знову заарештований у вересні 1902 року, переведений до Метехського замку в Тифлісі, звільнений влітку 1903 року. Восени 1903 року знову заарештований, засуджений до заслання в Східний Сибір, дорогою на заслання втік.
З листопада 1903 по лютий 1906 року працював у більшовицькому підпіллі Баку. З лютого до осені 1906 року — на підпільній роботі в Санкт-Петербурзі. З осені 1906 по травень 1907 року — член підпільного Бакинського комітету РСДРП.
У травні 1907 року заарештований, восени 1907 році засланий до Воронежа, дорогою втік до Баку. У листопаді 1907 року заарештований в Санкт-Петербурзі, перебував у в'язниці «Хрести». У травні 1908 року засланий в місто Онєгу Архангельської губернії, у вересні 1908 року втік до Санкт-Петербурга, де проводив революційну діяльність. Також вів більшовицьку нелегальну роботу в Фінляндії. З кінця 1908 по липень 1910 року — на засланні в місті Онєга Архангельської губернії.
З осені 1910 року — член підпільного Бакинського комітету РСДРП. У вересні 1911 року заарештований в Баку, в липні 1912 року висланий із Кавказу. Вів підпільну роботу в Ростові-на-Дону, в грудні 1912 переїхав до Москви, звідки був зразу ж висланий. З грудня 1912 по липень 1914 року — на підпільній роботі в Санкт-Петербурзі.
У липні 1914 року заарештований, в грудні 1914 року засуджений до адміністративного заслання в Туруханський край Єнісейської губернії.
З грудня 1916 по 1917 рік — рядовий 13-ї роти 14-го Сибірського стрілецькогос полку російській армії в Красноярську.
З червня 1917 року — член виконавчого комітету Петроградської ради. У 1917 році — член Петроградського військово-революційного комітету.
У листопаді 1917 — 1918 року — завідувач військового відділу ВЦВК.
28 вересня 1919 — 30 грудня 1922 року — секретар ВЦВК.
У березні 1921 року як представник РНК РРФСР брав участь у підписанні перемир'я в радянсько-грузинській війні та укладанні угоди, яка дозволила Червоній армії захопити Батумі.
30 грудня 1922 — 3 березня 1935 року — секретар Президії ЦВК СРСР.
Одночасно, 1 січня 1926 — 2 грудня 1927 року — кандидат у члени Президії Центральної контрольної комісії ВКП(б). 13 липня 1930 — 26 січня 1934 року — член Президії Центральної контрольної комісії ВКП(б). Обирався делегатом 6, 8, 9, 11-17-го з'їздів ВКП(б).
5 березня — 27 травня 1935 року — голова Центрального виконавчого комітету (ЦВК) Закавказької РФСР.
7 червня 1935 року виключений з ВКП(б) за «політичне і побутове розкладання».
У вересні 1935 — лютому 1937 року — директор Харківського обласного автогужового транспортного тресту.
11 лютого 1937 року заарештований органами НКВС у Харкові, етапований до Москви. Під час розслідування Кремлівської справи був знятий з поста секретаря ЦВК СРСР та звинувачений в зраді Батьківщині і шпигунстві, а також у причетності до замаху на А. О. Жданова.
За даними слідства, був однією з ключових фігур змови військових з метою насильницького повалення влади в СРСР шляхом збройного захоплення Кремля. Для цієї мети ним був завербований комендант Кремля Рудольф Петерсон, якому було доручено підготовку кадрів змовників. У ході слідства також було встановлено, що саме Єнукідзе в 1928 році завербував Михайла Тухачевського.
29 жовтня 1937 року Воєнною колегією Верховного суду СРСР засуджений за «активну участь в антирадянському правотроцкістському центрі» до страти. 30 жовтня 1937 року розстріляний. Похований на Донському цвинтарі Москви.
Реабілітований 3 жовтня 1959 року. Посмертно відновлений в членах КПРС 31 березня 1960 року.

## Нагороди та відзнаки
- орден Леніна (17.12.1932)
- орден Трудового Червоного Прапора